# Villa Wiener Straße 22

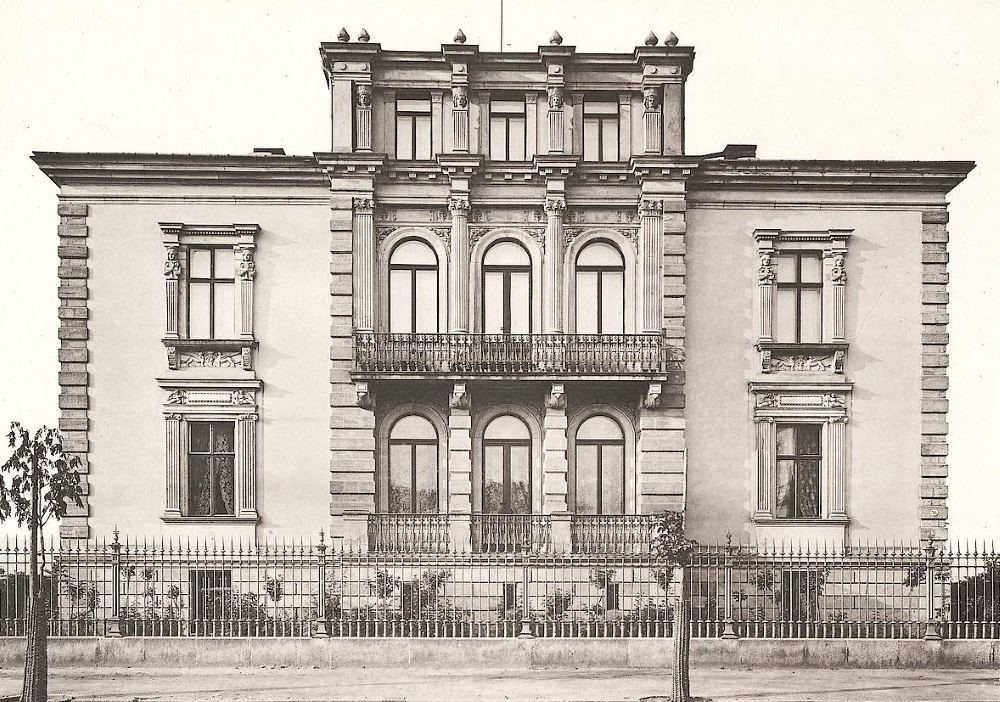
Villa Wiener Str. 22

Die Villa Wiener Straße 22 (frühere Nr. 36) in Dresden, die sich in ihrer Frontansicht gegenüber der Einmündung der Lessingstraße befand, wurde 1869 von Bernhard Hempel erbaut. Sie galt als „qualitätsvoller Bau der Nicolai-Schule“. Bei den Luftangriffen auf Dresden 1945 wurde das Gebäude zerstört.

## Beschreibung
Es war eine zweigeschossige Villa mit flachem Walmdach. Die beiden Geschosse erhoben sich über einem gequaderten Sockelgeschoss. Die glatt verputzte Schaufassade war mit Sandstein gegliedert worden und zeigte ein Eckquaderung. Die Fassade hatte eine Frontlänge, die fünf Achsen lang war, wovon ein um ein Halbgeschoss erhöhter Mittelrisalit drei Achsen beanspruchte. Dieser Risalit war ganz besonders reich gestaltet worden. So zeigt dieser im Hauptgeschoss Rundbogenfenster und vor dem Ober- und Halbgeschoss war eine Säulen-Pilaster-Ordnung gelegt worden.
1945 zerstört, wurde sie im Rahmen der Großflächenenttrümmerung Dresdens beräumt. Ihren Standort südlich der Wiener Straße wurde mit Schutt aus der Seevorstadt überfüllt.